# Arvid Kindahl
Johan Arvid Kindahl, född 19 september 1887 i Norrköping, död 4 april 1927 i Malmö, var en svensk skådespelare.

## Biografi
Kindahl var son till handlanden Johan Alfred Kindahl och dennes hustru Josefina, född Andersson, och växte upp i Norrköping med två yngre syskon, Lisa och Harald. Fadern avled redan 1892. Enligt Kindahls egen uppgift skedde "den stora vändpunkten" i hans liv som blivande skådespelare då han som barn med sina kamrater började sätta upp pjäser "på min fasters vind". Han kom sedermera som 17-åring till Stora operan i Malmberget. 
Arvid Kindahl flyttade därefter till Stockholm där han först fick engagemang hos Axel Lindblad. Senare verkade han även i teatersällskap ledda av bland andra Fritz Strandberg, Carl Deurell, Axel Engdahl och Allan Ryding. Till hans framträdande roller hörde sopåkaren Doolittle i George Bernard Shaws Pygmalion och onkel Bräsig i scenversioner av Fritz Reuters roman Livet på landet. Han spelade också revy hos Ernst Rolf och Gunnar Ericsson samt medverkade i två svenska stumfilmer.
Kindahl var från 1913 gift med skådespelaren Jullan Kindahl. Han är begravd på Östra kyrkogården i Malmö.

## Filmografi
- 1923 – Janne Modig
- 1926 – Flickorna på Solvik

## Teater

### Roller (ej komplett)
| År   | Roll | Produktion                                                      | Regi | Teater                   |
| ---- | ---- | --------------------------------------------------------------- | ---- | ------------------------ |
| 1910 |      | Tokiga Amelie, revy Emil Norlander                              |      | Lorensbergsteatern       |
| 1911 |      | Pippi, revy                                                     |      | Lorensbergs sommarteater |
| 1913 |      | Pytt i panna, nyårsrevy                                         |      | Folkteatern              |
| 1920 |      | Sjö-Skum eller Här bottnar du inte!, sommarrevy Gunnar Ericsson |      | Berns Revyteater)        |
| 1921 |      | Bolsjevikdiamanten, revy Ernst Rolf                             |      | Intima Teatern           |